# Distritos del Alto Rin

Distritos del Alto Rin (desde 2017)
- Arrondissement d'Altkirch (rojo)
- Arrondissement de Colmar-Ribeauvillé (amarillo)
- Arrondissement de Mulhouse (gris)
- Arrondissement de Thann-Guebwiller (azul)

Los Distritos del Alto Rin (en francés Arrondissements du Haut-Rhin), son subdivisiones del departamento del Alto Rin (Haut-Rhin) administradas por un delegado del gobernador civil del departamento (en francés sous-préfet).
Actualmente, el departamento cuenta con 4 distritos:
- Distrito de Altkirch
- Distrito de Colmar - Ribeauvillé
- Distrito de Mulhouse
- Distrito de Thann - Guebwiller